# Ctimene minor
Ctimene minor är en fjärilsart som beskrevs av Felder. Ctimene minor ingår i släktet Ctimene och familjen mätare. Inga underarter finns listade i Catalogue of Life.